# 藤尾村 (広島県)
藤尾村（ふじおむら）は、かつて広島県芦品郡にあった村。

## 沿革
- 1889年（明治22年）4月1日 - 町村制施行に伴い芦田郡藤尾村が村制施行し、藤尾村が成立。
- 1898年（明治31年）10月1日 - 郡の統合により芦品郡に所属。
- 1959年（昭和34年）7月1日 - 村域を二分割し、芦品郡新市町、神石郡三和町にそれぞれ編入し消滅。